# Мэйчжоу Хакка
«Мэйчжоу Хакка» (кит. 梅州客家足球俱乐部) — китайский футбольный клуб из провинции Гуандун, город Мэйчжоу, выступающий во второй по значимости китайской лиге. Домашней ареной клуба является уездный стадион Ухуа вместимостью 6800 человек. Крупнейшими акционерами клуба является местное правительство Мэйчжоу, департамент спорта и компания «Wei Real Estate Development». Из-за существования в Мэйчжоу ещё одного футбольного клуба, по информации газеты «Meizhou Daily» команда была переименована в «Мэйчжоу Ухуа». Тем не менее, оригинальное название, которое использовалось в документах китайской футбольной ассоциации - «Мэйчжоу Хакка».

## История
Футбольный клуб «Мэйчжоу Хакка» был официально создан в январе 2013 года бывшим владельцем клуба «Гуандун Жичжицюань» Цао Яном при поддержке местного правительства города Мэйчжоу и департамента спорта. Через некоторое время команде удалось найти спонсора в лице директора «Wei Real Estate Development» Вэй Цзиньпина, который решил вместе с Цао Яном построить в муниципалитете Ухуа футбольный хаб в память о бывшем китайском игроке и тренере Ли Хуэйтане. Команда ассоциировалась с проживающей в данном регионе народностью хакка, а к команде присоединились игроки, ранее выступавшие за «Гуандун Жичжицюань», «Гуанчжоу Эвергранд», «Шэньчжэнь Руби» и «Шэньчжэнь Фэнпэн». Команда в сезоне 2013 года заявилась в третью лигу, где занимала высокие места и в итоге закончила выступление на пятом месте в нокаут-раунде.

## Изменение названия
Согласно заявлениям клубного менеджмента:
- 2013 Мэйчжоу Кэцзя или Мэйчжоу Хакка (梅州客家)
- 2014–н.в. Мэйчжоу Ухуа (梅州五华) [1]

Согласно официальным документам Китайской футбольной ассоциации:
- 2013–н.в. Мэйчжоу Кэцзя или Мэйчжоу Хакка (梅州客家)[2][3][4][5][6][7]

## Достижения
- Вторая лига Китая по футболу (третий дивизион)[11]

Победитель (1): 2015
- На конец сезона 2018 года[12][13]

Достижения по сезонам
| Сезон    | 2013 | 2014 | 2015 | 2016 | 2017 | 2018 |
| -------- | ---- | ---- | ---- | ---- | ---- | ---- |
| Дивизион | 3    | 3    | 3    | 2    | 2    | 2    |
| Место    | 5    | 4    | 1    | 12   | 12   | 9    |